# ناسیونال (برند)
ناسیونال (انگلیسی: National) به معنای «ملی» برندی بود که توسط شرکت پاناسونیک (شرکت صنعتی الکتریک ماتسوشیتا سابق) برای فروش لوازم خانگی، لوازم شخصی و لوازم صنعتی استفاده می‌شد. که در سال ۱۹۲۵ توسط ماتسوشیتا کونوسوکه تأسیس شد و در سال ۱۹۸۰ در منحل گردید.

## تاریخچه
قبل از اینکه برند پاناسونیک لوازم خانگی امروزی را با این نام تولید کند، مارک ناسیونال برای اولین بار توسط شرکت برق کونوسوکه ماتسوشیتا برای فروش چراغ دوچرخه استفاده می‌کرد، به این امید که این محصولی باشد که همه ژاپن از آن استفاده می‌کند، از این رو نام آن ناسیونال «ملی» است. مسلماً این اولین مارک معروف الکترونیک ژاپن بود.
ناسیونال قبلاً مارک برتر اکثر محصولات ماتسوشیتا، از‌جمله لوازم صوتی و تصویری بود و پس از موفقیت جهانی نام پاناسونیک در سال ۱۹۸۸ به عنوان ناسیونال پاناسونیک (به انگلیسی: National Panasonic) ترکیب شد.
پس از ۱۹۸۰ در اروپا، و ۱۹۸۸ در استرالیا و نیوزیلند، ماتسوشیتا استفاده از مارک «ناسیونال» را متوقف کرد و محصولات سمعی و بصری را به‌طور انحصاری با مارک‌های پاناسونیک و تکنیکس به فروش رساند. ماتسوشیتا هرگز به‌طور رسمی از نام ناسیونال در ایالات متحده استفاده نکرد، به دلیل اینکه این مارک تجاری قبلاً توسط نشنال الکترونیک استفاده شده بود. این نام تجاری در سال ۲۰۰۳ بر روی پلوپزها، چرخ گوشت و تعداد انگشت شماری از لوازم کوچک آشپزخانه ظاهر شد. همچنین، پلوپزهای ناسیونال برای فروش در بسیاری از بازارهای آسیایی-آمریکایی وارد می‌شدند.
ناسیونال در سراسر آسیا به عنوان یک تولیدکننده معتبر لوازم خانگی مانند پلوپزهایش شناخته می‌شود. در سال ۲۰۰۴، به تدریج نام تجاری «ناسیونال» آخرین بازار در در آسیا، مورد استفاده قرار گرفت، و بیشتر محصولات به نام تجاری پاناسونیک تغییر نام یافتند، زیرا این شرکت تصمیم گرفت برای شناخته شدن بیشتر همه محصولات خود را با نام تجاری پاناسونیک تولید نماید.
به‌دلیل اهمیت تاریخی و سرشناسی بومی آن ماتسوشیتا در ژاپن، محصولات غیر سمعی و بصری ماتسوشیتا (عمدتا لوازم خانگی یا لوازم خانگی بزرگ) تا ۱ اکتبر ۲۰۰۸ با عنوان «ناسیونال» شناخته می‌شدند. از ۱ اکتبر ۲۰۰۸، ماتسوشیتا نام شرکت خود را به پاناسونیک تغییر داد شرکت. محصولات غیر سمعی و بصری که در ژاپن با نام «ناسیونال» شناخته می‌شدند، در حال حاضر با مارک «پاناسونیک» به بازار عرضه می‌شوند.

## ناسیونال ایران
بیش از پنجاه سال پیش شرکت صنایع الکتریکی ناسیونال ایران کار خود را با نام تجاری (ناسیونال) آغاز نمود، شرکتی که با دریافت نمایندگی شرکت ناسیونال ژاپن از همان ابتدا کوشید تا بتواند پا به پای بزرگان صنعت ژاپن در جهت آسایش و رفاه خانوارهای ایرانی گام بردارد . این شرکت هم اکنون با تولید و واردات محصولات متنوع و با کیفیت در ایران می کوشد تا برای مصرف کنندگان ایرانی آرامش و رفاه را به ارمغان آورد. این مجموعه با تولید محصولات متنوع در مجموعه تولیدی خود که در شهر اصفهان در زمینی به مساحت بیش از 60 هزار متر مربع و سالن های تولیدی به ابعاد 21000 متر مربع ، به دست متخصصان ایرانی همراه با تکنسین های ژاپنی چرخ صنعت را در کشور رونق دهد تا در این فرآیند بهترین های لوازم خانگی را به خانه های مصرف کننده ایرانی برده و رضایتمندی آن ها را فراهم آورد. در سال 1397 با تغییر سیاستهای کشوری و جهانی و تاکید بر رونق و تولید ملی با مدیریت سومین نسل از این خانواده، این شرکت با تکیه بر سالها تجربه و قدمت کالای با کیفیت تولیپس را جایگزین پاناسونیک نموده است.[]